# Гимназија Прњавор
Гимназија Прњавор је средња школа у општини Прњавор. Налази се у улици Раде Врањешевић 1, у Прњавору.

## Историјат
Народни одбор општине Прњавор 3. јула 1961. године доноси одлуку о оснивању Гимназије у Прњавору. Настава је почела 1. октобра, похађало ју је осамдесет ученика првог разреда. Одлуком локалне управе је добила назив Гимназија „Рада Врањешевић”. Школске 1962—63. године се број ученика повећао на 146, три одељења првих и два других разреда. Године 1964. почиње настава музичког, ликовног и латинског језика. Године 1969. школа је садржала осам одељења, настава се одржавала у четири учионице у недовршеној згради, опремају се кабинети, установљена је библиотека, набављена су четири микроскопа и завршавају се радови на изградњи фискултурне сале. На предлог општинске конференције Социјалистичког савеза, 1. јуна 1971. године општина им је доделила „Десетојулску награду” за десетогодишњи рад. У августу је школи прикључено и подручно одељење Школе ученика у привреди Дервента. Гимназија је 1971—72. бројала два прва, два друга, један трећи и два четврта разреда, а наредне године 250 ученика.
Новим законима из 1981. године се укидају гимназије и настаје средње усмерено образовање, 1982—1983. излази последња генерација гимназијалаца. Као васпитно образовна установа престаје са радом 31. августа 1983. године, настаје Средњошколски центар у којем се образују ученици у струкама језичко – преводилачка, економска, пољопривредна, металска, текстилна, кожарска, електро и друге. Закон о средњем образовању који је усвојила Скупштина СР Босне и Херцеговине у новембру 1990. године је предвидео могућност оснивања, између осталих школа, гимназије општег смера и са усмерењем. Почетком наредне године је усвојен елаборат према којем се указала потреба за поновним оснивањем Гимназије у Прњавору и Скупштина општине 10. маја 1991. године усваја одлуку. У јуну је пријемни испит полагало 117 ученика, а у августу су примљена још три.
Године 1993. су Гимназију уписали 397 ученика, од којих је већина избеглих и расељених. Године 2011. је обележена педесетогодишњица од оснивања, наставу је похађало 377 ученика. Школа данас садржи библиотеку са фондом од 12.000 наслова и фискултурну салу коју користи заједно са Центром средњих школа „Иво Андрић”. Гимназију је до сада завршило 36 генерација, 2150 ученика. Тренутно је запослено 49 радника које чине 39 професора и десет ваннаставних радника. Школске 2013—2014. године су бројали 387 ученика у шеснаест одељења, која су распоређена у две смене, дванаест одељења опште и четири рачунарско – информатичког смера.

## Догађаји
Догађаји Гимназије Прњавор:
- Савиндан[3]
- Дан отворених врата[4]
- Дан српског јединства, слободе и националне заставе[5]
- Дан сећања на жртве холокауста, геноцида и других жртава фашизма у Другом светском рату[6]
- Дан општине Прњавор[7]
- Социјални дан[8]
- Европски дан језика[9]
- Светски дан детета[10]
- Светски дан борбе против сиде[11]
- Светски дан особа са Дауновим синдромом[12]
- Светски дан шума[12]
- Светски дан волонтера[13]
- Дечија недеља[14]
- Међународни дан борбе против туберкулозе[15]
- Манифестација „Дани безбедности саобраћаја у Прњавору”[16]
- Пројекат „Живети здраво”[17]
- Пројекат „Живот у парку”[18]